# Сотеска (Камник)
Сотеска (словен. Soteska) — поселення в общині Камник, Осреднєсловенський регіон, Словенія. Висота над рівнем моря: 415,6 м.